# Liga Premier Nacional de Jamaica 2022-23
La Liga Premier Nacional de Jamaica 2022-23 fue la 49.ª edición de la Liga Premier Nacional de Jamaica. La temporada comenzó el 23 de octubre de 2022 y terminó el 11 de julio de 2023. El Mount Pleasant fue el campeón, consiguiendo así su primer título en su historia.
La liga se expandió a 14 equipos luego de los ascensos de Faulkland FC y Chapelton Maroons FC.

## Formato de competición
Los 14 equipos participantes juegan entre sí mediante el sistema todos contra todos, totalizando 26 partidos cada uno. Al término de las 26 jornadas los 2 primeros clasificados pasarán directamente a semifinales y los equipos ubicados del 3° al 6° clasifican a la Reclasificación.

## Equipos participantes
| Equipo                | Ciudad          | Estadio                          | Aforo  |
| --------------------- | --------------- | -------------------------------- | ------ |
| Arnett Gardens FC     | Kingston        | Anthony Spaulding Sports Complex | 2,200  |
| Cavalier SC           | Kingston        | Stadium East                     | 3,000  |
| Chapelton Maroons FC  | Chapelton       | Anthony Spaulding Sports Complex | 2,200  |
| Dunbeholden FC        | Spanish Town    | Prison Oval                      | 2,000  |
| Faulkland FC          | Montego Bay     | WespoW Park                      | 2,000  |
| Harbour View FC       | Kingston        | Harbour View Stadium             | 7,000  |
| Humble Lions FC       | May Pen         | Effortville Community Centre     | 3,000  |
| Molynes United FC     | Kingston        | Independence Park                | 35,000 |
| Montego Bay United FC | Montego Bay     | Jarrett Park                     | 4,000  |
| Mount Pleasant FA     | Saint Ann's Bay | Drax Hall Sports Complex         | 2,000  |
| Portmore United FC    | Spanish Town    | Prison Oval                      | 2,000  |
| Tivoli Gardens FC     | Kingston        | Edward Seaga Sports Complex      | 5,000  |
| Vere United FC        | Hayes           | Wembley Centre of Excellence     | 1,000  |
| Waterhouse FC         | Kingston        | Drewsland Stadium                | 2,500  |

## Fase de clasificación

### Tabla de posiciones
| Pos. | Equipo             | Pts. | PJ | G  | E  | P  | GF | GC | Dif. | Clasificación   |
| ---- | ------------------ | ---- | -- | -- | -- | -- | -- | -- | ---- | --------------- |
| 1    | Arnett Gardens     | 55   | 26 | 16 | 7  | 3  | 48 | 21 | +27  | Semifinales     |
| 2    | Cavalier           | 52   | 26 | 16 | 4  | 6  | 47 | 24 | +23  | Semifinales     |
| 3    | Mount Pleasant     | 46   | 26 | 12 | 10 | 4  | 48 | 19 | +29  | Reclasificación |
| 4    | Harbour View       | 44   | 26 | 12 | 8  | 6  | 34 | 21 | +13  | Reclasificación |
| 5    | Humble Lions       | 42   | 26 | 11 | 9  | 6  | 27 | 15 | +12  | Reclasificación |
| 6    | Dunbeholden        | 41   | 26 | 12 | 5  | 9  | 44 | 31 | +13  | Reclasificación |
| 7    | Portmore United    | 40   | 26 | 9  | 13 | 4  | 29 | 17 | +12  |                 |
| 8    | Waterhouse         | 39   | 26 | 11 | 6  | 9  | 26 | 22 | +4   |                 |
| 9    | Molynes United     | 30   | 26 | 8  | 6  | 12 | 37 | 48 | −11  |                 |
| 10   | Montego Bay United | 26   | 26 | 5  | 11 | 10 | 22 | 40 | −18  |                 |
| 11   | Tivoli Gardens     | 22   | 26 | 5  | 7  | 14 | 29 | 42 | −13  |                 |
| 12   | Vere United        | 21   | 26 | 3  | 12 | 11 | 15 | 32 | −17  |                 |
| 13   | Faulkland          | 13   | 26 | 1  | 10 | 15 | 23 | 55 | −32  | Descenso        |
| 14   | Chapelton Maroons  | 9    | 26 | 3  | 6  | 17 | 14 | 62 | −48  | Descenso        |

Actualizado a los partidos jugados el 8 de marzo de 2023.
 Fuente: JPL Table
Notas:
1. ↑  El Chapelton Maroons se le descontaron 6 puntos por no presentarse en la jornada 11.

## Goleador
| Pos. | Jugador                 | Equipo          | Goles |
| ---- | ----------------------- | --------------- | ----- |
| 1    | Collin Anthony Anderson | Cavalier        | 14    |
| 2    | Trivante Stewart        | Mount Pleasant  | 13    |
| 3    | Fabian Reid             | Arnett Gardens  | 8     |
| 4    | Jason Wright            | Molynes United  | 6     |
| 5    | Timar Lewis             | Harbour View    | 5     |
| 5    | Dwayne Atkinson         | Cavalier        | 5     |
| 5    | Andrew Vanzie           | Humble Lions    | 5     |
| 5    | Stephen Barnett         | Dunbeholden     | 5     |
| 5    | Emelio Rousseau         | Portmore United | 5     |